# 문의 문화재 단지
문의문화재단지(文義文化財團地)는 인류문명의 발달과 급속한 산업화에 따라 사라져가고 있는 우리의 고유 전통문화를 재현하여 조상들의 삶과 얼을 되살리고 배우기 위한 역사의 교육장으로 1997년에 개장하였다. 약 3만 3천 평 규모의 부지 위에 지방유형문화재 제94호인 문산관을 비롯하여 전통가옥, 민속자료전시관 등 10동의 고건물과 장승, 연자방아, 성황당 등 옛 생활터전을 재현하였다. 한편 4천여 평의 주차장을 비롯하여 약수터, 놀이광장 등 편의시설을 갖추었다.

## 소장 문화재
- 청주 문의문산관 - 충청북도 유형문화재 제94호
- 청주 노현리 고가 - 충청북도 유형문화재 제220호
- 청주 부강리 고가 - 충청북도 유형문화재 제221호
- 청주 문산리 돌다리 - 충청북도 유형문화재 제222호
- 청주 관정리 고가 - 충청북도 문화재자료 제38호

## 참고 자료
- 문의문화재단지 - 청주시 문화관광 홈페이지